# Joaquim Simões Ferreira
Joaquim Simões Ferreira (Coimbra, 1 de abril de 1837 — Lisboa, 1912?), bacharel pela Faculdade de Teologia da Universidade de Coimbra, iniciou a sua carreira como professor e jornalista, mas, depois de casar numa das mais influentes famílias de Pinhel, ingressou na política, tendo sido governador civil e deputado eleito nas listas do Partido Progressista durante mais de duas décadas, representando os círculos de Castelo Rodrigo e da Guarda. Foi ainda chefe da Repartição do Comércio no Ministério das Obras Públicas, Comércio e Indústria (1887-1911). Ligado à Maçonaria, foi durante alguns anos jornalista político profissional, publicando em diversos periódicos de Coimbra, Porto e Lisboa.

## Biografia
Joaquim Simões Ferreira, nasceu na freguesia de Santa Cruz, em Coimbra, filho de Antonio Simões Ferreira, negociante, e de Maria da Encarnação Monteiro Marques. Foi neto paterno de Francisco Simões Ferreira, da Póvoa do Pereiro, no concelho da Anadia. O seu avô materno foi também negociante em Coimbra.
Concluiu a 9 de junho de 1858 a formatura na Faculdade de Teologia da Universidade de Coimbra, mas embora obtivesse informações para frequentar o sexto ano desisitiu porque não podia matricular-se sem se ordenar presbítero. Iniciou-se então no jornalismo, e logo em julho daquele ano (1858) principiou a publicar em Coimbra o Recreio Juvenil, um pequeno jornal literário.
Em outubro desse mesmo ano de 1858, foi lecionar oratória e história para o Real Estabelecimento Central das Missões Portuguesas Ultramarinas, em Cernache do Bonjardim. Contudo, o governo suspendeu em 1859 o subsídio qque concedia àquele estabelecimento, e este foi obrigado a reduzir o corpo docente, passando oJoaquim Simões Ferreira, para o Colégio da Formiga, nos arredores do Porto, onde nos anos letivos de 1859 a 1860, e de 1860 a 1861 lecionou latinidade, retórica, história e filosofia racional.
Voltou em seguida para Coimbra, onde, nos anos de 1862, 1863 e 1864, lecionou diversos preparatórios e redigiu O Instituto, havendo sido, em 1859, eleito sócio da associação literária com aquele título. Colaborou em diversos jornais de Coimbra e de Lisboa, e nos fins de 1862 principiou a escrever as correspondências de Coimbra para o Jornal do Porto, substituindo no encargo Augusto César Barjona de Freitas, que então ingressara na vida política a tempo inteiro.
Em fevereiro de 1863 passou a dedicar-se a tempo inteiro ao jornalismo político, tomando a direção do jornal A Liberdade, de Coimbra, que estava no seu 3.º número. Neste periódico, que era propriedade de um grupo ligado à loja maçónica homónima e à qual Simões Ferreira pertencia,, e no Jornal do Porto, escreveu nos anos de 1863 e de 1864. Em 1864 fez parte, como jornalista, de uma comissão de socorros a Cabo Verde, arquipélago que ao tempo foi fustigado por secas que conduziram à fome generalizada entre a população. Em setembro deste último ano, foi despachado amanuense para a Secretaria de Estado da Justiça, em Lisboa.
De Lisboa continuou a colaborar em A Liberdade, mas a 31 de dezembro de 1865, despediu-se  dos seus leitores com um notável artigo intitulado «Revista Política». Esse artigo foi transcrito por diversos jornais do país, ou todo ou parte, entre os quais a Gazeta de Portugal, que o precedeu de uma introdução altamente lisonjeira.
Em outubro de 1866, voltou a colaborar no Jornal do Porto, onde escreveu sem interrupção, a princípio na correspondência de Lisboa, e por último, revistas políticas semanais, até junho de 1868. Neste mês e ano, foi convidado a entrar na vida político-administrativa, principiando pelo lugar de secretário-geral do governo civil do Distrito da Guarda, para o que foi despachado em 27 de junho de 1868. Por decreto de 30 de junho de 1869 foi transferido para idêntico lugar no Distrito de Aveiro.
Entretanto, em 6 de outubro de 1869 casou em Pinhel com Mariana Júlia Baltazar de Campos Ferreira, filha do conselheiro José Alexandre de Campos, professor da Universidade de Coimbra e político. Em 13 de novembro daquele ano foi transferido para o governo civil de Angra do Heroísmo, onde nunca chegou a ir, sendo por isso foi exonerado por decreto de 31 de janeiro de 1870, pois já naquele tempo estava na casa da família da esposa em Pinhel.
Entretanto a esposa foi herdeira do conselheiro Pedro Baltasar de Campos, que faleceu a 22 de dezembro de 1870, contando 75 anos de idade e, como não tivesse filhos, instituíra por herdeira sua sobrinha, filha segunda de seu irmão. Deste casamento e herança resultou ficar na posse de uma das melhores casas de Pinhel e de uma considerável fortuna. A casa onde viveu em Pinhel, edificada no século XVII por Diogo Rodrigues de Campos e sua esposa, é atualmente é conhecida por Casa Simões Ferreira. Propriedade da Santa Casa da Misericórdia de Pinhel, é residência da Comunidade de Misericórdia Irmãs de Santa Doroteia.
Ainda nesse mesmo ano de 1870, por decreto de 6 de dezembro, foi nomeado governador civil de Vila Real, mas não chegou a tomar posse, por embaraços domésticos, e em fevereiro de 1871 pediu e obteve a exoneração. Em meados da década de 1870 foi procurador à Junta Geral do Distrito da Guarda.
Foi em 1879 que iniciou, de facto, a sua longa carreira política, inicialmente ligada ao Partido Histórico e depois ao Partido Progressista. Neste ano foi nomeado governador civil do Distrito de Castelo Branco, cargo que exerceu de 6 de setembro a 11 de dezembro de 1879. 
Nas eleições legislativas portuguesas de 1879 foi eleito deputado pelo círculo de Castelo Rodrigo, integrado nas listas do Partido Progressista. A partir daí foi eleito deputado pelo círculo da Guarda nas legislaturas do período que vai de 1880 a 1900: nas eleições gerais de 1884, com juramento a 27 de dezembro de 1884; nas eleições gerais de 1887, com juramento a 13 de abril de 1887; nas eleições gerais de 1890, com juramento a 15 de janeiro de 1890; nas eleições gerais de 1890, com juramento a 15 de janeiro de 1890; nas eleições gerais de 1884, com juramento a 17 de outubro de 1894; nas eleições gerais de 1897, pelo círculo plurinominal da Guarda, com juramento a 30 de junho de 1897; nas eleições gerais de 1899, sendo vice-presidente da Câmara dos Deputados; e nas eleições gerais de 1900, com juramento a 10 de janeiro de 1900, e novamente leito vice-presidente.
Neste longo percurso parlamentar pertenceu a diversas comissões, mantendo intervenções centradas nos interesses dos municípios e populações das Beiras, com destaque para o seu círculo eleitoral da Guarda. Nas últimas legislaturas em que esteve presente no parlamento (1900 e 1900-1901) foi vice-presidente da Câmara dos Deputados, presidindo a algumas das sessões.
Entretanto, em 1887 foi nomeado chefe da Repartição do Comércio do Ministério das Obras Públicas, Comércio e Indústria, cargo que exerceu até 1911. Em 1890 foi feito sócio honorário do Clube Hermínio, uma associação destinada a promover o melhoramento da Serra da Estrela como estação sanitária para o tratamento da tuberculose.
Ligado à Maçonaria, publicou em diversos periódicos, tendo sido membro dos corpos diretivos do Instituto de Coimbra.